# District de Vendôme
Le district de Vendôme est une ancienne division territoriale française du département de Loir-et-Cher de 1790 à 1795.
Il était composé des cantons de Vendôme, Montoire, Morée, Saint Amand, Selommes, Villedieu et Villiers.